# Tileagd
Tileagd est une commune roumaine du județ de Bihor, en Transylvanie, dans la région historique de la Crișana et dans la région de développement Nord-Ouest.

## Géographie
La commune de Tileagd est située dans l'est du județ, sur le Crișul Repede, au nord des Monts Pădurea Craiului, à 12 km à l'ouest d'Aleșd et à 23 km à l'est d'Oradea, le chef-lieu du județ.
La municipalité est composée des six villages suivants, nom hongrois, (population en 2002) :
- Bălaia, Kabaláspatak (775) ;
- Călătani, Kalota (226) ;
- Poșoloaca, Pósalaka (396) ;
- Tileagd, Mezőtelegd (3 960), siège de la commune ;
- Tilecuș, Telkesd (906 ;
- Uileacu de Criș, Resztaújlak (879).

## Histoire
La première mention écrite du village de Tileagd date de 1572 dans la copie d'un document datant de 1294 sous le nom de Thelegd.
La commune, qui appartenait au royaume de Hongrie, en a donc suivi l'histoire. Au XIIIe siècle, un groupe de Sicules fonde le village avant d'émigrer plus avant et de fonder l'actuelle ville d'Odorheiu Secuiesc.
En 1688, l'armée Kuruc d'Imre Thököly est vaincue par celle du général Heissler.
Après le compromis de 1867 entre Autrichiens et Hongrois de l'empire d'Autriche, la principauté de Transylvanie disparaît et, en 1876, le royaume de Hongrie est partagé en comitats. Tileagd intègre le comitat de Bihar (Bihar vármegye). La construction de la ligne de chemin de fer Oradea-Cluj en 1870 permet le développement industriel (banque, raffinerie de pétrole).
À la fin de la Première Guerre mondiale, l'Empire austro-hongrois disparaît et la commune rejoint la Grande Roumanie au traité de Trianon.
En 1940, à la suite du deuxième arbitrage de Vienne, elle est annexée par la Hongrie jusqu'en 1944, période durant laquelle sa communauté juive est exterminée par les nazis. Elle réintègre la Roumanie après la Seconde Guerre mondiale au traité de Paris en 1947.

## Politique
| Période                                  | Période  | Identité             | Étiquette | Qualité |
| ---------------------------------------- | -------- | -------------------- | --------- | ------- |
| Les données manquantes sont à compléter. |          |                      |           |         |
| 2008                                     | En cours | Adrian Romus Codrean | PNL       |         |

| Parti | Parti                                                 | Sièges |
| ----- | ----------------------------------------------------- | ------ |
|       | Parti national libéral (PNL)                          | 6      |
|       | Parti social-démocrate (PSD)                          | 2      |
|       | Alliance des libéraux et démocrates (ALDE)            | 2      |
|       | Union démocrate magyare de Roumanie (UDMR)            | 3      |
|       | Union nationale pour le progrès de la Roumanie (UNPR) | 1      |
|       | Parti Mouvement populaire                             | 1      |

## Religions
En 2002, la composition religieuse de la commune était la suivante :
- Chrétiens orthodoxes, 58,38 % ;
- Réformés, 18,11 % ;
- Pentecôtistes, 10,61 % ;
- Catholiques romains, 6,03 % ;
- Baptistes, 4,15 % ;
- Adventistes du septième jour, 1,38 % ;
- Grecs-Catholiques, 0,22 %.

## Démographie
En 1910, à l'époque austro-hongroise, la commune comptait 3 876 Hongrois (61,53 %), 2 265 Roumains (35,96 %), 58 Allemands (0,92 %) et 37 Slovaques (0,59 %).
En 1930, on dénombrait 3 474 Hongrois (48,61 %), 3 182 Roumains (44,52 %), 268 Juifs (3,75 %), 163 Roms (2,28 %), 17 Slovaques (0,24 %) et 12 Allemands (0,17 %).
En 1956, après la Seconde Guerre mondiale, 3 870 Roumains (52,84 %) côtoyaient 3 314 Hongrois (45,25 %) 115 Roms (1,57 %), 7 rescapés juifs (0,10 %), 4 slovaques (0,05 %) et 3 Allemands (0,04 %).
En 2002, la commune comptait 4 783 Roumains (66,97 %), 1 658 Hongrois (23,21 %), 632 Roms (8,84 %), 62 Slovaques (0,86 %) et 4 Allemands (0,05 %). On comptait à cette date 2 732 ménages.
| 1880  | 1890  | 1900  | 1910  | 1920  | 1930  | 1941  | 1956  | 1966  |
| ----- | ----- | ----- | ----- | ----- | ----- | ----- | ----- | ----- |
| 3 135 | 4 044 | 5 225 | 6 299 | 5 972 | 7 147 | 7 136 | 7 324 | 8 074 |

| 1977  | 1992  | 2002  | 2007  | - | - | - | - | - |
| ----- | ----- | ----- | ----- | - | - | - | - | - |
| 8 375 | 7 342 | 7 142 | 7 098 | - | - | - | - | - |

## Économie
L'économie de la commune repose sur l'agriculture, l'élevage, la construction de meubles, la fabrication de céramiques.

## Communications

### Routes
Tileagd est un nœud routier. Les villages de Tileagd et Uilacu sont situés sur la route nationale DN1 (route européenne 60) Oradea-Cluj-Napoca.
À partir de Tileagd, la route régionale DJ108I gagne Poșoloaca, Telechiu et Aleșd à l'est et la DJ767 se dirige vers Călătani, Tilecuș et Vârciorog au sud.
À partir d'Uileacu de Criș, la DJ767A rejoint Bălaia, Burzuc et Sârbi au nord et la DN1P mène vers Brusturi.

### Voies ferrées
Tileagd est située sur la ligne Oradea-Aleșd-Huedin-Cluj-Napoca des Chemins de fer roumains.

## Lieux et monuments

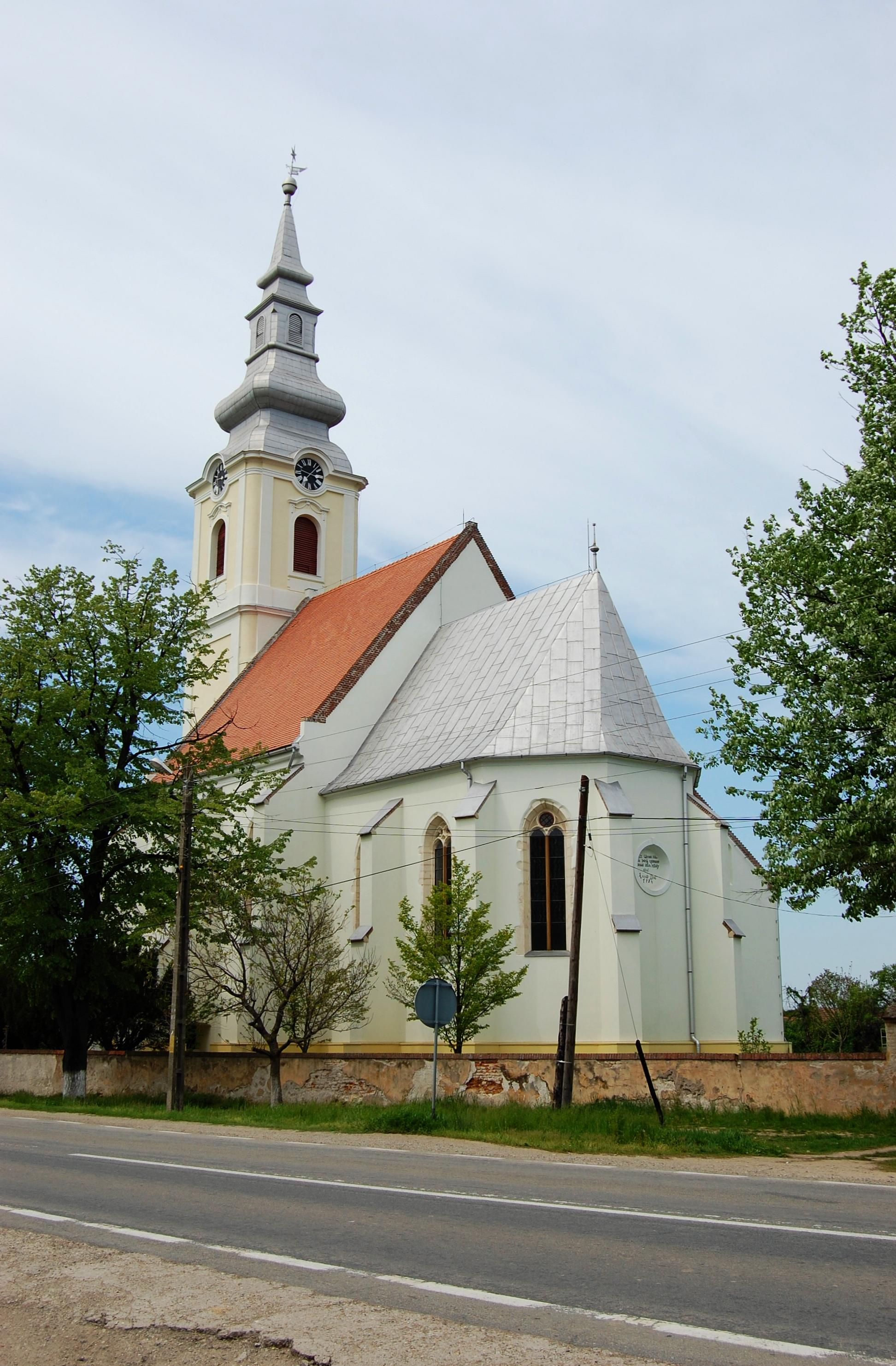
Église réformée de Tileagd

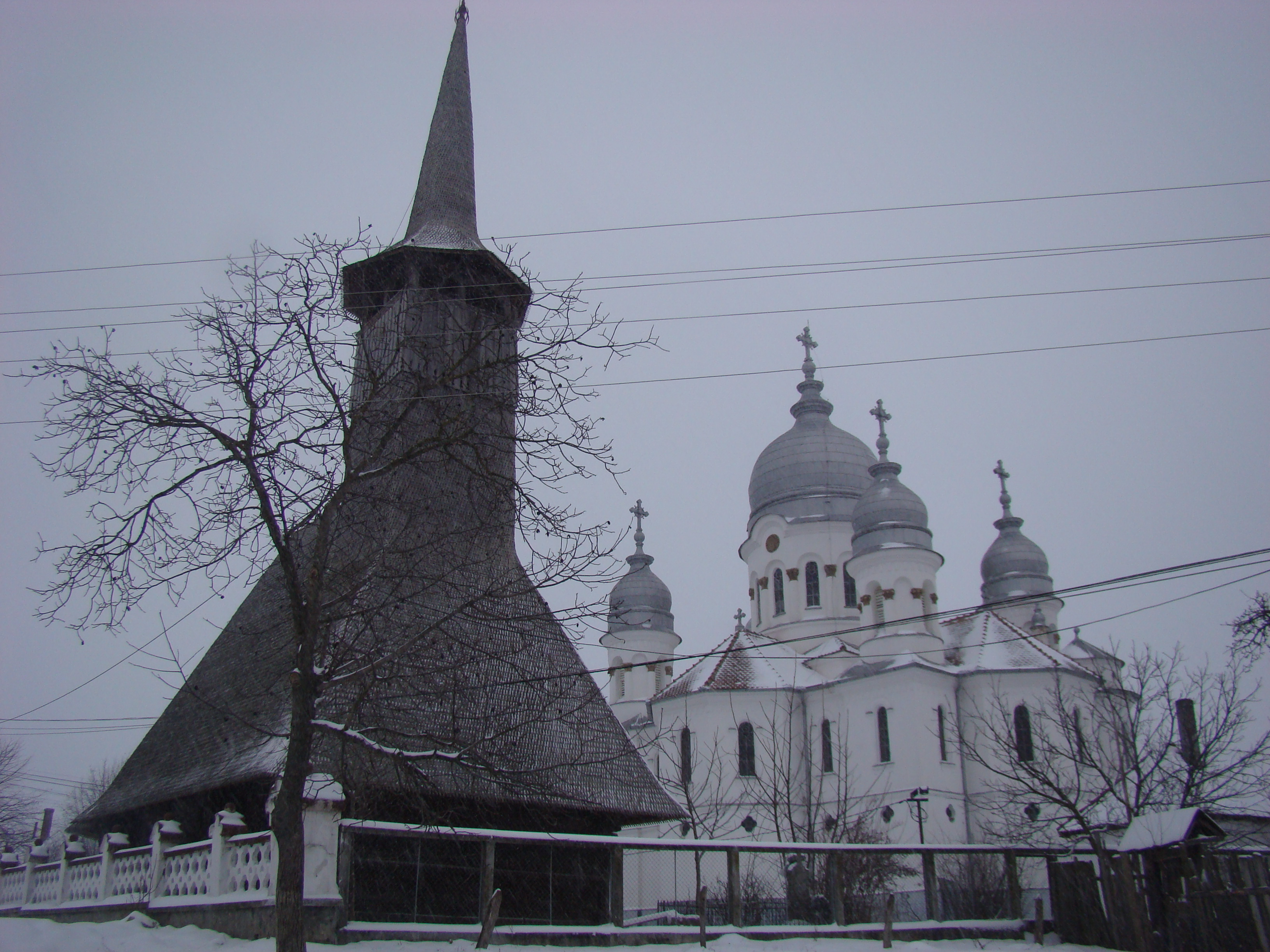
L'église des Sts Archanges de Tilecuș

- Tileagd, église réformée datant de 1507, classée monument historique[7] ;
- Tileagd, église orthodoxe datant de 1910, classée monument historique[7] ;
- Tileagd, château Thelegdy, de nos jours hôpital ;
- Tileagd, lac de retenue du barrage de Tileagd ;
- Tilecuș, église orthodoxe en bois des Sts Archanges datant de 1770, classée monument historique[7] ;
- Poșoloaca, église réformée datant de 1775, classée monument historique[7] ;
- Bălaia, église orthodoxe datant de 1800[7].